# ادیسو
ادیسو (به لاتین: Adeiso) در غنا است که در منطقه شرقی (غنا) واقع شده‌است.

## خصوصیات
ادیسو — نفر جمعیت دارد و ۶۰ متر بالاتر از سطح دریا واقع شده‌است.